# 1985年3月逝世人物列表
1985年逝世人物列表：1月 - 2月 - 3月 - 4月 - 5月 - 6月 - 7月 - 8月 - 9月 - 10月 - 11月 - 12月
1985年3月逝世人物列表，是用于汇总1985年3月期间逝世人物的列表。

## 依日期排序

### 1日
- 夏洛特·德爾博，法國藝術家和作家
- 易卜拉欣·阿卜杜勒卡迪爾·梅裡奇博尤，土耳其詩人和翻譯家
- 約瑟夫·施瓦茨，德國政治家（GB/BHE、GDP、CDU）、MdL	74
- 阿爾弗雷德·蔡斯勒，德國演員、製片人、導演

### 2日
- 邵仁枚，84岁，香港电影企业家。
- 埃德加·貝爾，德國帆船賽水手
- Arthur Champion, Baron Champion，英國政治家，下議院議員
- 奧瑪律·休伊斯，比利時自行車手
- W·華萊士·麥克道爾，美國IBM高管
- 保羅·弗里德里希·佩爾申克，德國農業科學家
- 赫爾曼·普裡斯，德國黨衛軍Gruppenführer，黨衛軍師“Totenkopf”阿道夫·希特勒的指揮官
- 恩斯特·施密德海尼，瑞士實業家

### 3日
- 约瑟夫·什克洛夫斯基，68岁，苏联天体物理学家。
- 凱里爾·邦飛利，英國藝術品轉銷商和作家
- 莉亞·艾本舒茨（Lia Eibenschütz），德國女演員
- 康妮·吉爾克裡斯特，美國女演員
- 诺埃尔·珀塞尔，愛爾蘭演員和喜劇演員
- 桑多爾·謝伯（Sándor Scheiber），匈牙利拉比和猶太學者

### 4日
- 安德列亞斯·彼得森-羅姆，丹麥畫家
- 斯韋雷·斯特蘭德利，挪威鎚子投擲者
- 沃尔夫冈·韦伯，德國記者

### 5日
- 漢斯·海耶，德國畫家
- 湯瑪斯·利特爾，美國製作設計師
- 翁貝托·帕斯誇萊，義大利神父和作家
- 保羅·波爾特，德國工人詩人
- 奧斯卡·裡特，德國足球運動員
- 沃爾特·薩克斯（Walter Sachs），奧地利作家
- 西里尔·斯泰尔斯，紐西蘭賽艇運動員

### 6日
- 歐文·艾辛格，奧地利森林科學家和植物社會學家
- 漢斯·伯傑，德國法官和外交官
- 漢斯·布倫克，德國足球運動員
- 阿諾德·菲德勒，德國畫家和平面藝術家
- 塞巴斯蒂安·胡贝尔，德國雪橇運動員
- 海因茨·賴曼（Heinz Reimann），德國政治家（KPD/SED）和外交官

### 7日
- 喬治·席克，捷克斯洛伐克指揮家和音樂教育家
- 阿爾卡季·菲德勒，波蘭生物學家、記者和作家
- 阿爾佈雷希特·蓋林，德國政治家（CDU），聯邦議院議員，聯邦議院議員
- 塔瑪拉·拉姆齊，德國兒童和青少年書籍作家
- 埃德爾哈德·洛克，德國圖書印刷商、出版商和政治家（中間派，後來的基民盟），聯邦議院議員
- 羅爾夫·斯佩森，德國工會會員

### 8日
- 金容植，74岁，韩国足球运动员。
- 愛德華·安德魯斯，美國演員
- 魯本·古德斯坦，英國數學家
- 維克多·沃爾夫岡·馮·哈根，美國探險家、考古歷史學家、人類學家和旅行作家
- 保羅·拉姆多爾，德國礦物學家、礦床研究員、礦石顯微鏡先驅

### 9日
- 米爾吉塔·巴赫萊特納，德國修女
- 哈裡·卡特裡克，英格蘭足球運動員和經理
- 約翰·錢德勒·格尼，美國政治家（共和黨）
- 奈莉·哈爾克，德國民主德國政治家（基民盟），聯邦議院議員
- 威廉·詹納，美國政治家
- 安東·科寧，德國政治家（NSDAP）和NSDAP 工作人員
- 理查·厄策爾，德國工程師、企業家和政治家（基民盟），聯邦議院議員
- 恩斯特·沙諾夫斯基（Ernst Scharnowski），德國政治家（SPD），聯邦議院議員
- 維爾納·舍爾根，德國羅馬天主教神學家和大學講師

### 10日
- 康斯坦丁·契尔年科，蘇聯政治家，蘇聯共產黨總書記
- 鮑勃·尼曼，美國棒球運動員
- 科內利斯·伯納德斯·范尼爾，荷蘭裔美國微生物學家
- 伊斯瑞·瑞格德，英國神秘學家和魔術師
- 赫爾曼·羅格曼，德國政治家（NLP），聯邦議院議員

### 11日
- 湯姆·亞當斯，巴巴多斯政治家，巴巴多斯第二任總理
- 納澤姆·阿卡里，黎巴嫩政治家，黎巴嫩第19任總理
- 弗里茨·皮亞斯科夫斯基，德國政治家（SPD），聯邦議院議員和體育官員
- 卡爾-弗里德里希·施裡伯，德國政治家（SRP），聯邦議院議員
- 赫爾曼·福格申（Hermann Vogelsang），德國政治家（SPD），聯邦議院議員

### 12日
- 楊逵，78岁，台湾小说家。
- 鲁道源，87岁，国民革命军中将。
- 尤金·奥曼迪，匈牙利裔美國指揮家[1]
- 梅·貝林豪森，德語教師和當地政治家
- 維克多·查特奈，法國律師、政治家、國會議員和企業經理
- 厄尼·克莱门茨（Earle C.Clements），美國政治家
- 阿尔弗雷德·埃吕埃尔，法國橄欖球聯盟球員和體育官員
- Evžen Illín，捷克斯洛伐克作曲家
- 霍斯特·倫茨，德國審計師和魏森堡市長
- 埃裡希·讚德，德國政治家（基民盟），聯邦議院議員

### 13日
- 梅布爾·阿爾瓦雷斯，美國畫家
- 埃爾默·奧斯丁·本森，美國政治家
- 安妮特·漢肖，美國爵士歌手
- 奧托·洛徹，瑞士政治家（BGB）和作家
- 約瑟夫·盧德斯，德國公務員和政治家（社民黨），聯邦議院議員
- 鮑勃·沙德，美國音樂製作人
- 胡安·索爾多·馬達萊諾，墨西哥建築師

### 14日
- 溫斯頓·雷諾茲（Winston A.Reynolds），美國羅曼語語言學家、西班牙裔和墨西哥學家
- 約瑟夫·斯皮斯，德國政治家（基社盟），聯邦議院議員
- 弗朗茨·陶特，德國作家

### 15日
- 劉雪庵，80岁，中国作曲家。
- 拉達·克里希納·喬杜里，印度歷史學家
- 漢斯·埃克，德國水球運動員
- 艾倫·弗里曼（Alan A.Freeman），澳大利亞音樂製作人
- 沃爾特·克塞爾，德國右翼極端分子，Hepp-Kexel集團成員
- 艾美·邁耶-勞爾，德國政治家（SPD），聯邦議院議員
- 弗朗齊謝克·佩爾克納，捷克斯洛伐克足球運動員
- 保羅·奧托·羅斯，瑞士雕塑家

### 16日
- 罗杰·塞欣斯，88岁，美国作曲家。
- 克裡斯汀·加拉蒂，瑞士畫家、作家和生活家
- 埃瓦爾德·格裡希，德國政治家（SPD），聯邦議院議員
- 歐文·馬斯格，奧地利飛機和車輛設計師
- 喬治·普拉德，奧地利政治家（ÖVP），國民議會成員，國防部長，聯邦參議院議員
- 伯特·羅林（Bert Röling），荷蘭法律學者
- 埃迪·肖爾，加拿大冰球運動員和教練
- 恩斯特·蒂利希（Ernst Tillich），德國神學家;“反非人道戰鬥小組”主席

### 17日
- 歐文·阿舍爾，美國電影製片人
- 海德薇·馮·布蘭卡，德國畫家
- 布朗男爵威爾弗雷德·布朗，英國政治家、作家和企業經理
- 邦吉·馬克巴，南非歌手和詞曲作者
- 伯恩哈德·穆勒-哈爾，德國政治家（CSU），地區行政長官和巴伐利亞議會議員
- 恩斯特·普勞默（Ernst Pflaumer），德國畫家和博物館館長
- 埃裡希·希費爾拜因，德國新教牧師，懺悔教會（BK）成員，達豪集中營囚犯
- 君特·舍恩（Günther Schöne），德國政治家（基民盟）

### 18日
- 庞薰，78岁，中国画家、工艺美术家。
- 默特尔·库克，加拿大田徑運動員
- 庫爾特·海尼克，德國作家
- 威利·沙爾諾，德國旅遊經營者，最近在TUI

### 19日
- 利奧波德·泰爾曼德，波蘭作家和記者

### 20日
- 方显廷，81岁，华人经济学家。
- 維克多·卡佩修斯，奧斯威辛集中營的德國藥劑師
- 倫納德·斯萊特·科特雷爾，美國社會學家
- 奧托·馬丁，德國生物學家、刑警和黨衛軍領導人

### 21日
- 迈克尔·雷德格雷夫，英國演員[2]
- 莉蓮娜-多布里·克裡斯托娃，保加利亞音樂會鋼琴家
- 蒂托·大衛森，智利裔墨西哥演員、編劇和導演
- 奧爾德里希·哈爾瑪，捷克合唱指揮家和作曲家
- 弗里茨·詹澤（Fritz Jenzer），瑞士畫家和平面藝術家
- 金子洋文，日本作家
- 薩爾瓦多·萊伊，瓜地馬拉鋼琴家和作曲家

### 22日
- 阿尔宾·扬松，瑞典冰球守門員
- 格雷瓜爾·洛朗，盧森堡拳擊手和拳擊教練
- 卡羅伊·奧爾特，匈牙利政治家，國會議員

### 23日
- 理查·比欽，英國鐵路公司董事長
- 佐特·西姆斯，美國爵士薩克斯演奏家
- 安東·萊維恩·康斯坦茲，荷蘭作家和無政府主義者
- 喬治·馮·高普-伯格豪森，奧地利軍事和軍事專家
- 派特裡夏·羅伯茨·哈裡斯，美國政治家
- 庫爾特·克萊默，德國生理學家和大學講師
- 瓦爾特·普夫魯格，德國歷史學家，莫西格考城堡館長
- 佐特·西姆斯，美國爵士薩克斯管演奏家

### 24日
- 庫爾特-沃爾夫·馮·鮑裡斯，德國雕塑家和平面藝術家
- 諾伯特·卡梅爾斯，法語 Premonstratensian
- 迪克·金尼，美國漫畫家和漫畫作家
- 喬治·倫敦，美國歌劇演唱家
- 亞瑟·尼科爾森，美國軍官，少校
- 岡村昭彥，日本攝影記者
- 喬治·亨利·里維埃（Georges-Henri Rivière），法國民族學家、博物館學家和大學講師
- 約瑟夫·謝德爾，奧地利政治家（ÖVP），聯邦參議院議員
- 格特魯德·舒巴特-菲肯切爾，德國律師和大學講師
- 拉烏爾·烏巴克，比利時畫家、攝影師和雕塑家

### 25日
- 庫爾特·恩德爾，奧地利大使
- 塞爾瑪·肯奇，紐西蘭田徑運動員
- 君特·魯爾（Günther Reul），德國畫家
- 迪諾·路易吉·羅莫利，義大利神父，佩夏主教
- 威利·蒂爾曼斯，德國畫家

### 26日
- 安德斯·克萊夫，芬蘭-瑞典作家
- 阿爾弗雷德·詹特，德國大學講師
- 莎莉·凱斯勒，德國當地政治家和大屠殺倖存者
- 卡爾-西奧多·舒茨（Carl-Theodor Schütz），德國律師、刑事顧問和幾個特勤局成員
- 約瑟夫·塞德爾，德國醫生和專業官員
- 阿爾伯特·旺格林，德國電氣工程師和大學講師

### 27日
- 杨培生，70岁，保定原专署专员。
- 皮耶里諾·巴菲，義大利自行車手
- 伯納德·柴爾茲，美國畫家和版畫家
- 休·法夸尔森，加拿大冰球運動員和教練
- 梅·格洛弗，美國鄉村藍調歌手
- 英格堡·霍夫曼，德國女演員
- 漢斯·科薩茨，德國漫畫家、漫畫家和插畫家
- 本·拉姆齊，美國政治家
- 亞歷山大·沙夫，德國歷史學家
- 赫爾穆特·施密特-基爾斯坦，德國畫家和平面藝術家
- 理查·阿道夫·斯特裡格爾，德國天主教神學家
- 克裡斯托弗·沃克斯，加拿大職業官員

### 28日
- 馬克·夏卡爾，97岁，俄国画家。[3]
- 約瑟夫·博斯特，德國政治家（KPTsch，SED）
- 皮埃爾·卡沃利，瑞士爵士音樂家
- 威利·弗勒，瑞士電氣工程師
- 亨利·漢森，丹麥自行車手
- Settar İksel，土耳其外交官和政治家
- 爱德华·诺德曼，德國語言學家和斯堪的納維亞學者
- 馬庫斯·尼卡寧，芬蘭花樣滑冰運動員
- 漢內洛爾·施拉夫，德國乒乓球運動員和官員

### 29日
- 珍妮·德克斯，比利時修女和歌手，又稱唱歌的修女[4]
- 魯道夫·查理斯，來自特立尼達和多巴哥的音樂家，鋼鍋的先驅
- 伊爾明加德·馮·弗雷貝格，德國平面藝術家和剪刀刀切割師
- 赫爾曼·赫博爾德，德國賽艇運動員
- 恩斯特·愛德華·赫希（Ernst Eduard Hirsch），德國法學家、社會學家
- 威利·內貝爾，德國教授，機械技術教授
- 弗拉斯蒂米爾·魯日奇卡，捷克斯洛伐克自行車手
- 格哈德·斯托克，德國田徑運動員
- 路德·列奧尼達斯·特裡，美國醫生，美國外科醫生

### 30日
- 因諾肯蒂·彼得羅維奇·格拉西莫夫，俄羅斯土壤科學家和地理學家
- 漢斯·奧托·克內瑟，德國物理學家
- Dezső Nemes，匈牙利共產主義政治家
- 野上彌生子，日本作家
- 笠置靜子，日本爵士歌手和演員
- 大岛镰吉，日本三級跳遠
- Sœur Sourire，比利時修女和聖詠
- 亞瑟·斯皮爾，德國教育家和學校校長

### 31日
- 邁克爾·喬治-邁克爾，法國畫家、記者、小說家
- 理查·麥基恩，美國哲學家
- 埃裡克·伯曼，瑞典冰球和班迪球員[5]
- 亞歷山大·里格諾，法國戲劇、電影和電視演員

### 日期不詳
- 埃裡·諾依曼，德國民謠女演員和廣播劇解說員